# Landkreis Mittelsachsen
Landkreis Mittelsachsen – powiat w niemieckim kraju związkowym Saksonia, utworzony związku z reformą administracyjną 1 sierpnia 2008. Siedzibą powiatu jest Freiberg.
W skład powiatu wchodzą byłe powiaty Döbeln – należący niegdyś do rejencji Lipsk, Freiberg i Mittweida – leżące w rejencji Chemnitz.
Powiat ma powierzchnię 2 112,40 km²; teren ten zamieszkiwany jest przez 328 342 osób (31 grudnia 2010).

## Wybory samorządowe
Pierwsze wybory samorządowe w nowym powiecie odbyły się dnia 8 czerwca 2008. Powiat jest przy tym podzielony na 14 okręgów wyborczych, w powiecie Döbeln są trzy, we Freiberg sześć, a w Mittweida pięć.
Wyniki I wyborów do Kreistagu powiatu Mittelsachsen:
- CDU: 41,3%
- Die Linke: 18,5%
- SPD: 13,2%
- FDP: 9,6%
- AUW: 6,0%
- NPD: 4,7%
- Bündnis 90/Die Grünen: 2,6%
- Pozostali: 4,1%

W tym samym dniu zorganizowano wybory na starostę powiatowego, z wynikiem 50% głosów wygrał Volker Uhlig (CDU), drugi wynik (19,5% głosów) uzyskał Jens Stahlmann z Die Linke.

## Podział administracyjny
W skład powiatu Mittelsachsen wchodzi:
- 21 miast (Stadt)
- 31 gmin (Gemeinde)
- pięć wspólnot administracyjnych (Verwaltungsgemeinschaft)

| Lp. | Nazwa miasta    | Ludność (31 grudnia 2010) | Powierzchnia km² |
| --- | --------------- | ------------------------- | ---------------- |
| 1   | Augustusburg    | 4.902                     | 23,41            |
| 2   | Brand-Erbisdorf | 10.544                    | 46,24            |
| 3   | Burgstädt       | 11.491                    | 25,78            |
| 4   | Döbeln          | 24.192                    | 78,29            |
| 5   | Flöha           | 11.704                    | 27,65            |
| 6   | Frankenberg/Sa. | 15.702                    | 65,49            |
| 7   | Frauenstein     | 3.082                     | 58,84            |
| 8   | Freiberg        | 41.342                    | 48,05            |
| 9   | Geringswalde    | 4.604                     | 29,94            |
| 10  | Großschirma     | 5.943                     | 61,44            |
| 11  | Hainichen       | 8.876                     | 51,57            |
| 12  | Hartha          | 7.770                     | 54,36            |
| 13  | Leisnig         | 9.090                     | 78,01            |
| 14  | Lunzenau        | 4.786                     | 28,26            |
| 15  | Mittweida       | 15.536                    | 41,24            |
| 16  | Oederan         | 8.685                     | 77,35            |
| 17  | Penig           | 9.640                     | 63,32            |
| 18  | Rochlitz        | 6.216                     | 23,74            |
| 19  | Roßwein         | 8.236                     | 43,94            |
| 20  | Sayda           | 2.042                     | 35,17            |
| 21  | Waldheim        | 9.356                     | 23,81            |

| Lp. | Nazwa gminy            | Ludność (31 grudnia 2010) | Powierzchnia km² |
| --- | ---------------------- | ------------------------- | ---------------- |
| 1   | Altmittweida           | 2.031                     | 14,07            |
| 2   | Bobritzsch-Hilbersdorf | 5.941                     | 55,24            |
| 3   | Claußnitz              | 3.359                     | 21,13            |
| 4   | Dorfchemnitz           | 1.687                     | 29,53            |
| 5   | Eppendorf              | 4.538                     | 33,70            |
| 6   | Erlau                  | 3.448                     | 37,75            |
| 7   | Großhartmannsdorf      | 2.638                     | 32,23            |
| 8   | Großweitzschen         | 3.048                     | 44,41            |
| 9   | Halsbrücke             | 5.392                     | 41,08            |
| 10  | Hartmannsdorf          | 4.527                     | 10,28            |
| 11  | Jahnatal               | 5.371                     | 70,83            |
| 12  | Königsfeld             | 1.614                     | 28,29            |
| 13  | Königshain-Wiederau    | 2.846                     | 30,89            |
| 14  | Kriebstein             | 2.384                     | 31,01            |
| 15  | Leubsdorf              | 3.686                     | 34,43            |
| 16  | Lichtenau              | 7.650                     | 49,02            |
| 17  | Lichtenberg/Erzgeb.    | 2.891                     | 33,17            |
| 18  | Mühlau                 | 2.240                     | 8,09             |
| 19  | Mulda/Sa.              | 2.752                     | 43,08            |
| 20  | Neuhausen/Erzgeb.      | 3.003                     | 48,03            |
| 21  | Niederwiesa            | 5.057                     | 16,36            |
| 22  | Oberschöna             | 3.567                     | 44,22            |
| 23  | Rechenberg-Bienenmühle | 2.147                     | 52,49            |
| 24  | Reinsberg              | 3.077                     | 49,66            |
| 25  | Rossau                 | 3.704                     | 53,30            |
| 26  | Seelitz                | 1.941                     | 31,22            |
| 27  | Striegistal            | 5.266                     | 87,02            |
| 28  | Taura                  | 2.502                     | 11,11            |
| 29  | Wechselburg            | 2.045                     | 25,65            |
| 30  | Weißenborn/Erzgeb.     | 2.652                     | 22,51            |
| 31  | Zettlitz               | 807                       | 15,64            |

| Lp. | Nazwa wspólnoty administracyjnej | Ludność (31 grudnia 2010) | Powierzchnia km² | Liczba gmin |
| --- | -------------------------------- | ------------------------- | ---------------- | ----------- |
| 1   | Burgstädt                        | 16.233                    | 46,96            | 3           |
| 2   | Lichtenberg/Erzgeb.              | 5.543                     | 55,68            | 2           |
| 3   | Mittweida                        | 17.567                    | 69,53            | 2           |
| 4   | Rochlitz                         | 10.578                    | 98,73            | 4           |
| 5   | Sayda                            | 3.817                     | 64,70            | 2           |

## Zmiany administracyjne
- 1 stycznia 2013
  - zlikwidowanie Ziegra-Knobelsdorf oraz włączenie jej dzielnic do Döbeln oraz Waldheim
  - przyłączenie Niederstriegis do Roßwein
  - zlikwidowanie wspólnoty administracyjnej Roßwein
  - zlikwidowanie wspólnoty administracyjnej Waldheim
- 1 stycznia 2016
  - przyłączenie Mochau do Döbeln
- 1 stycznia 2023
  - zlikwidowanie wspólnoty administracyjnej Ostrau
  - utworzenie gminy Jahnatal

### Powiaty partnerskie
- powiat Calw, Badenia-Wirtembergia
- powiat gliwicki, województwo śląskie, Polska